# Appetenzverhalten
Appetenzverhalten (lateinisch appetens „nach etwas strebend“, „begierig nach“) ist ein Fachbegriff der vor allem von Konrad Lorenz und Nikolaas Tinbergen ausgearbeiteten Instinkttheorie der klassischen vergleichenden Verhaltensforschung (Ethologie). Er bezeichnet ein „zielgerichtetes, orientiertes Verhalten“, das vom Beobachter als „aktives Anstreben einer auslösenden Reizsituation“ (eines Schlüsselreizes) interpretiert wird und „dessen Ziel der Ablauf einer Endhandlung ist.“ Im einfachsten Fall besteht dieser als Such- und Orientierungsverhalten gedeutete Bestandteil des Instinktverhaltens aus einer Taxis, häufig jedoch aus einer „verhältnismäßig plastischen Folge verschiedener Bewegungen“, die als aktive Suche nach einem bestimmten Schlüsselreiz gilt.

## Historisches
In seiner Instinkttheorie ging Konrad Lorenz davon aus, dass die aktionsspezifische Erregung für jede Instinktbewegung kontinuierlich zunimmt und grundsätzlich nur durch Agieren – durch das Ausführen der jeweiligen Instinktbewegung – herabgesetzt werden kann. Der Theorie zufolge äußert sich das „Ansteigen“ der aktionsspezifischen Erregung für eine Instinktbewegung zum einen in einer Erniedrigung ihres Schwellenwerts gegenüber der zugehörigen auslösenden Situation: Das Tier reagiert auf immer unspezifischere Auslöser mit der Instinktbewegung. Zum anderen „senkt sich nach längerem Nichtgebrauch nicht nur die Schwelle der Reize, die eine bestimmte Bewegungsweise auslösen, vielmehr versetzt die ungebrauchte Verhaltensweise den Organismus als Ganzes in Unruhe und veranlaßt ihn, aktiv nach den sie auslösenden Reizkombinationen zu suchen.“ Für dieses „Suchen“ führte Lorenz in Anlehnung an die 1917 von Wallace Craig geprägte Bezeichnung „appetitive behaviour“ (übersetzt etwa: „Begierde-Verhalten“) das Wort Appetenzverhalten in die Verhaltensbiologie ein.

## Appetenzverhalten und Endhandlung
Im Unterschied zu den einzelnen, isoliert betrachtbaren Instinktbewegungen (synonym: Erbkoordinationen) bezeichnet Appetenzverhalten alle Verhaltensweisen, die nötig sind, um die auslösende Situation für eine bestimmte, durch innere aktionsspezifische Erregung (gelegentlich ist auch die Rede von aktionsspezifischer Energie) zum Ausagieren drängende Instinktbewegung zu finden. „Ein Löwe, bei dem z. B. der Antrieb ‚Durst‘ ansteigt, wird nach einer Wasserstelle suchen. Alle Verhaltensweisen, die bei der Suche eingesetzt werden, wie unter Umständen Laufen, Klettern, Springen, sind dem Appetenzverhalten zuzuordnen, während das Trinken als die angestrebte Erbkoordination anzusehen ist.“ Diese „angestrebte Erbkoordination“, nach deren Durchführung die das Appetenzverhalten antreibende Erregung herabgesetzt ist, wird im Rahmen der Instinkttheorie als Endhandlung bezeichnet.
Nun kommt diese Endhandlung aber allenfalls dann zustande, wenn die dem Appetenzverhalten zuzurechnenden Verhaltensweisen koordiniert in Form von Reaktionsketten ausagiert werden. In seinem Lehrbuch Vergleichende Verhaltensforschung. Grundlagen der Ethologie schreibt Konrad Lorenz: „Wir kennen vorläufig nur sehr wenige Erbkoordinationen, bei denen nach längerem Entzug spezifisch auslösender Reizsituationen kein nach diesen suchendes Appetenzverhalten nachzuweisen wäre.“ Aus seiner Sicht wird demnach so gut wie jeder Erbkoordination eine spezifische Erregungsquelle zugeordnet und dieser wiederum ein spezifisches Appetenzverhalten, wobei in Rechnung zu stellen ist, dass die einzelnen, dem übergeordneten Appetenzverhalten zuzurechnenden Verhaltensweisen ihrerseits womöglich auch wieder aus mehreren Erbkoordinationen bestehen – ein gleichsam infiniter Regress, von dem zu befürchten wäre, dass er in Bezug auf das übergeordnete Instinktverhalten höchst anfällig gegen Störungen aufgrund fehlender aktionsspezifischer Erregung von untergeordneten Erbkoordinationen sei: „Ein Appetenzverhalten, das z. B. durch den Antrieb Hunger ausgelöst wird, umfaßt je nach Tierart eine unterschiedliche Anzahl von Erbkoordinationen, und zwar alle diejenigen, die der Nahrungsbeschaffung dienen. Aber allein die Verhaltensweise, deren Durchführung dazu führt, daß das Appetenzverhalten nicht mehr gezeigt wird, gilt als Endhandlung. Beim übergeordneten Antrieb Hunger wären es die Bewegungen des Herunterschluckens der Nahrung, die allein zu einem Herabsetzen des Antriebs führen und damit als Endhandlung anzusehen wären.“
Auch sexuelle Lust kann im Rahmen der Instinkttheorie als Appetenzverhalten interpretiert werden. Eine unwillentliche Abnahme an sexueller Phantasie und sexuellem Verlangen wird als sexuelle Appetenzstörung bezeichnet.

## Kritik
Als Instinktbewegungen mit je eigenem Appetenzverhalten gelten den Schriften von Konrad Lorenz zufolge sowohl relativ komplexe Verhaltenseinheiten wie Fliegen, Schwimmen und Laufen, aber auch die Flügelbewegungen von Meisen und die Flossenbewegungen eines Fisches werden als Instinktbewegungen interpretiert, „wobei niemals festgelegt wurde, welche Einheit beim Schwimmen oder Laufen als eine Erbkoordination anzusehen ist.“ Hanna-Maria Zippelius merkt in ihrer 1992 publizierten Analyse der Instinkttheorie weiterhin kritisch an, das Appetenzverhalten werde zwar „durch die Triebenergie einer Erbkoordination in Gang gesetzt, verbraucht aber selbst keine Triebenergie.“ Diese Unterstellung auf der Ebene der Theorie sei „rein intuitiv“ zwar verständlich, „da andernfalls bei ausdauerndem Appetenzverhalten die Triebenergie aufgebraucht sein könnte, ehe das Ziel des Appetenzverhaltens, die auslösende Situation für die Erbkoordination, erreicht ist.“ Aus dieser Annahme ergäben sich aber einige Probleme, die das gesamte Konzept von Triebenergie, Appetenzverhalten und Endhandlung infrage stellten: „So wird in der Theorie nichts darüber ausgesagt, wie das Appetenzverhalten durch die spezifische Energie einer Erbkoordination angetrieben werden kann. Setzt sich das Appetenzverhalten aus einer oder mehreren Erbkoordinationen zusammen, so verbrauchen sie – im Gegensatz zu den Erbkoordinationen, in deren Diensten sie eingesetzt sind – weder eigene Triebenergie noch die der Erbkoordinationen, durch die sie angetrieben werden. Ist eine dieser Erbkoordinationen das Ziel der Appetenz, so verbraucht sie dagegen Triebenergie. Somit gibt es zweierlei Erbkoordinationen, je nachdem welche Funktion ihnen vom Beobachter zugewiesen wird.“ Das theoretische Konzept von Appetenz und Endhandlung beziehe sich folglich nicht auf abgrenzbare Verhaltenseinheiten, sondern sei „nur funktionell zu definieren“, also in Bezug auf eine bestimmte Betrachtungsebene. Es entstehe der Eindruck, „daß man sich mit rein phänomenologischen Beschreibungen dieser Zusammenhänge zufriedengegeben hat, ohne die Konsequenzen einer solchen willkürlichen Festlegung, welcher Erbkoordination eine Rückwirkung auf den Antrieb zukommt und welcher nicht, im Rahmen der Theorie zu bedenken.“

## Appetenz-Konflikt
In der Motivationspsychologie und der Wirtschaftssoziologie spricht man von einem Appetenz-Konflikt (auch: Appetenz-Appetenz-Konflikt), wenn zwei subjektiv annähernd gleich attraktive Optionen vorhanden sind, die aber beide nicht zugleich erreicht werden können, sodass sich ein Lebewesen zwischen ihnen entscheiden muss. Als Gegensatz hierzu wird von einem Aversion-Aversion-Konflikt gesprochen, wenn die Entscheidung zwischen zwei gleichermaßen unattraktiven Optionen zu treffen ist. Ferner gibt es bei einem ambivalenten Objekt den Appetenz-Aversion-Konflikt.